# 污水下水道 (新十大建設)
污水下水道為台灣新十大建設之一。

## 內容
由中央投資引進民間投資興建污水下水道，提升台灣污水下水道的普及率。
污水下水道為城市重要基礎建設之一，為將汙水透過管路經由中繼污水處理和汙水處理廠淨化，目前台灣各縣市政府正積極建設污水下水道系統，其中以臺北市的污水下水道建設最為完整，目前已有相當之建設效益展現，包括居家環境品質之改善，河川污染程度日漸減緩。

## 效益
- 降低河川污染
- 帶動相關產業

## 外部連結
- 行政院經濟建設委員會